# Axel Granholm
Axel Magnus Granholm, född 19 augusti 1872 i Smedjebacken i Norrbärke församling, död 6 juli 1951 i Stockholm, var en svensk väg- och vattenbyggnadsingenjör och ämbetsman.

## Biografi
Granholm utexaminerades som civilingenjör från Kungliga Tekniska högskolan 1894. Han var anställd som byggnadsingenjör vid Statens Järnvägar (SJ) 1897–1910, från 1898 verksam med anläggandet av bland annat Riksgränsbanan och Bohusbanan. 1910–1913 var han arbetschef vid Vattenfallsstyrelsen vid kraftverksbygget i Porjus.
Granholm blev utsedd till generaldirektör för SJ 1914 och med tiden välkänd som dess karismatiske ledare. Han är den som innehaft posten längst med 24 år, till 1937. Axel Granholm färdigställde under sin tid som generaldirektör Inlandsbanan, och slog själv i den sista rälsspiken i Kåbdalis 1936. Under hans tid byggdes det norrländska längd- och tvärbanesystemet. Även ett flertal stationsombyggnationer ägde rum, bland annat i Stockholm, Göteborg och Malmö. En del linjer elektrifierades, såsom den mellan Stockholm och Göteborg.
Granholm var även ledamot av olika kommittéer, däribland den som syftade till att sammanbinda de svenska och finska järnvägsnäten samt sjöförbindelser mellan Sverige och Finland.
Han invaldes 1932 som förste hedersledamot av Ingenjörsvetenskapsakademien och 1933 som ledamot av Kungliga Krigsvetenskapsakademien.
Granholm var gift med Magda Krog (1870–1953). Han och hans hustru är gravsatta på Tornehamns kyrkogård i Björkliden, där han hade verkat som ingenjör vid bygget av Malmbanan.

## Utmärkelser

### Svenska utmärkelser
- Kommendör med stora korset av Nordstjärneorden, 6 juni 1922.[9]
- Kommendör med stora korset av Vasaorden, 31 december 1937.[10]
- Kommendör av första klassen av Vasaorden, 8 februari 1915.[11]
- Riddare av första klassen av Vasaorden, 1903.[12]

### Utländska utmärkelser
- Storkorset av Belgiska Leopold II:s orden, tidigast 1925 och senast 1928.[13][14]
- Riddare av storkorset av Nederländska Oranien-Nassauorden, 4 september 1922.[15][13][16]
- Storkorset av Tyska örnens orden, tidigast 1937 och senast 1940.[17][18]
- Kommendör av första graden av Danska Dannebrogorden, 1920.[13][19]
- Första klassen av Finska Frihetskorsets orden, 1918.[20][21][22]
- Kommendör av första klassen av Finlands Vita Ros’ orden, 1919.[19][21]
- Kommendör av första klassen av Norska Sankt Olavs orden, 1919.[19][21]

## Filmografi
- 1932 – Kronans rallare